# Ferenc Farkas de Kisbarnak
vitéz Ferenc Farkas de Kisbarnak (vitéz kisbarnaki Farkas Ferenc en hongrois) (1892-1980) est un chef scout et un général hongrois. 

## Biographie
Il sert sous différents régimes : sous Charles Ier d'Autriche, sous le Régent Miklós Horthy, sous le Premier ministre Pál Teleki et sous le Parti des Croix fléchées de Ferenc Szálasi. De son parcours particulier s'achevant à la fin de la Seconde Guerre mondiale ont résulté des polémiques qui l'ont suivies jusqu'à sa mort en Allemagne en 1980.
Son rôle dans le coup d'État des Croix fléchées n'est pas sans ambiguïté : il est difficile d'établir s'il a délibérément ignoré "l'ordre de sortie" de Horthy (qui voulait faire sortir la Hongrie de l'Axe) ou si ses troupes n'ont pas pu atteindre Pest à temps. Farkas envoie de longues lettres d'auto-justification lors de sa captivité dans durant l'été 1945, il est néanmoins condamné par contumace à la prison à vie en mars 1950. La vraie raison de cette sentence est son activité pendant un certain moment dans la communauté d'émigrés ouest-allemands en Hongrie.
En septembre 1947, alors que l'emprise communiste ne laisse plus de doute, il semble que les Alliés occidentaux soutiennent pendant un court instant la création d'une sorte de gouvernement hongrois en exil. Quelques dizaines de députés de 1939 se réunissent à Altötting en Bavière et élisent Farkas Premier ministre du gouvernement en exil. Celui-ci démissionne en 1948, se rendant compte qu'ils n'ont pas la confiance des Américains. Il devient par la suite président du Mouvement Hongrois pour la Liberté et un cadre dirigeant du Bloc des nations anti-bolchéviques (ABN) puis consacre son temps au mouvement scout hongrois ouest-allemand. Il est de 1962 à sa mort Commandant en chef de l'Ordre de Vitéz et vit confortablement avec sa retraite de général versée par le gouvernement allemand.

## Procès, Réhabilitation
Au sortir de la Seconde Guerre mondiale, le gouvernement communiste hongrois organise et encourage l'arrestation et l'exécution de ceux qu'il considère responsables des privations de la guerre infligées à la population. Nombre de ses arrestations et poursuites étaient politiques et les procédures judiciaires expédiées à la hâte. 
En 1998, la Cour Suprême de la République de Hongrie considère que de graves erreurs légales et de procédures ont été faites lors de son procès le 7 décembre 1950 et en annule la sentence. Le 15 septembre 2006, le Comité de Réhabilitation du ministère de la Défense hongrois réintègre pleinement Ferenc Farkas dans son rang militaire de général et annule sa condamnation à titre posthume.
On lui doit :
- A Tatárhágó Visszanéz (The Tartar Pass Looks Back) Farkas Ferenc, Kárpát:  Buenos Aires, 1952 (196 p.)
- Az Altöttingi Országgyûlés Története (L'Histoire du Parlement de Altötting)

## Sources
- Kroonenberg, Piet J. (1998). The Undaunted- The Survival and Revival of Scouting in Central and Eastern Europe. Geneva: Oriole International Publications.  (ISBN 2-88052-003-7).
- Pelle János: Historikerstreit – Was kisbarnaki Farkas a war criminal?. HVG, 2007. január 2. (Hozzáférés: 2008. december 28.)
- Hilary St George Saunders,  The Left Handshake, Chapter IV  The Pine Tree Web, 1948